# Aegomorphus borrei
Aegomorphus borrei es una especie de escarabajo longicornio del género Aegomorphus,  subfamilia Lamiinae. Fue descrita científicamente por Dugès en 1885.
Se distribuye por América del Norte, en México. Mide 9-15 milímetros de longitud.